# 月坛南街
39°54′45″N 116°20′30″E / 39.91260°N 116.34162°E
月坛南街是位于中国北京市西城区西部的一条街。

## 简介
月坛南街东起阜成门南大街与广宁伯街相接，西到三里河路。月坛南街因位于月坛以南而得名。月坛南街原分为两段，东段称“社会路”，西段称“三里河”。1965年统称“月坛南街”。
以“月坛”为名的道路还有月坛北街、月坛西街，和月坛南街一样均以位于月坛的方向而得名。月坛西街有月坛西街东里、月坛西街西里，月坛南街有月坛南街北里。

## 機構

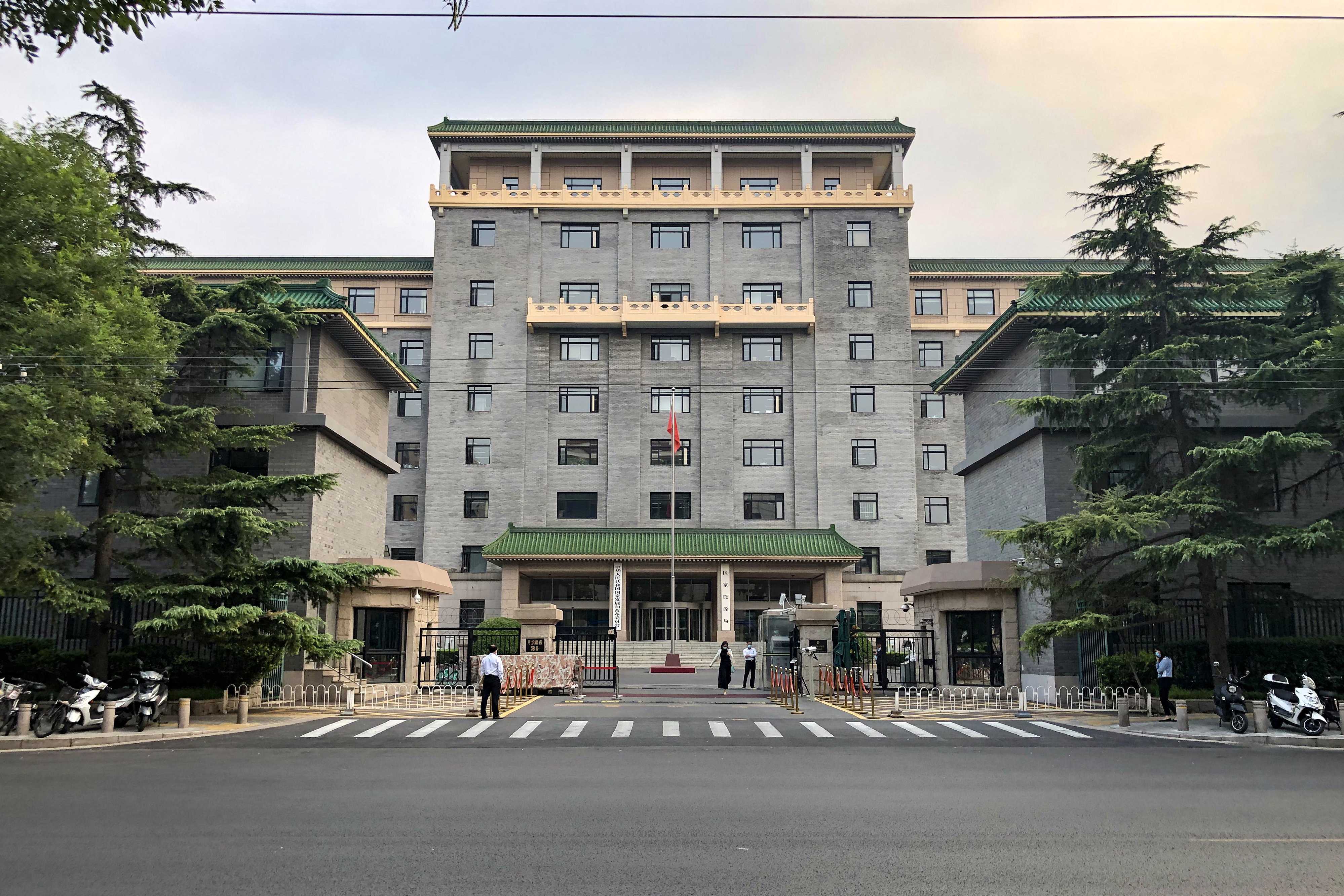
国家发改委大楼（原国家计委大楼）

主管中國全國統計和國民經濟核算的國家統計局位於月坛南街57号。中华人民共和国国家发展和改革委员会位于月坛南街38号。